# Брайан Піччолі
Брайан Майкл Піччолі (англ. Bryan Michael Piccioli, * 11. Квітень 1989, Нью-Йорк, штат Нью-Йорк) — професійний американський гравець у покер.

## Покерна кар'єра
Піччолі грає в онлайн-покер з 2006 року. Він має прізвиська theczar19 (PokerStars), smbdySUCKme (GGPoker), RAMAGED31 (partypoker), Pellepelle (WSOP.com), enterthewu19 (Full Tilt Poker, UltimateBet та WPT) та UPagasMiTaco (PokerLoco). У травні 2011 року протягом двох тижнів Піччолі очолював рейтинг Pocket Fives з найуспішніших гравців онлайнових покерних турнірів світу. У червні 2019 року в Піччолі виграв у інтернеті майже 6,5 млн $. Після так званої «Чорної п'ятниці» 15 квітня 2011 року, він переїхав до Мексики, щоб продовжувати грати в онлайн-покер. З 2007 року Піччолі також бере участь у відомих офлайн-турнірах.
У січні 2010 року Піччолі фінішував 77-м у Європейському покерному турнірі в рамках PokerStars Caribbean Adventures на Багамах, вигравши 28 тис. $. У червні 2010 року він вперше переміг на Всесвітній серії покеру (WSOP) в готелі та казино Rio All-Suite у Лас-Вегасі. В листопаді 2010 року посів 19-те місце в World Poker Tour (WPT) в Машантукеті, вигравши 33 тис. $. У квітні 2013 року Піччолі виграв стартовий турнір World Series of Poker Asia Pacific в Мельбурні, перемігши 1084 інших гравців, вигравши 220 тис. $. У грудні 2015 року він виграв турнір Five Diamond World Poker Classic в готелі Bellagio в Лас-Вегасі, вигравши 170 тис. $. У березні 2016 року Піччолі брав участь у фіналі WPT у Сан-Хосе, отримавши 500 тис. $ за третє місце. На WSOP 2017 року Піччолі дійшов до фінального столу, де він посів шосте місце і отримав 1,675 млн $. У липні 2018 року Піччолі виграв турнір Wynn та отримав 130 тис. $. За тиждень посів третє місце у чемпіонаті DeepStack, отримавши 240 тис. $. Загалом Пікчолі заробив на покерних турнірах понад 4,5 млн $.
2020 року у фіналі World Series of Poker Online (WSPO-2020) з безліміного холдему брало участь 5802 учасники, призовий фонд події сягнув рекордних 27,6 млн $, переможець отримав 3,9 млн $. Це найбільший фонд в історії онлайн-турнірів з покеру і рулетки онлайн. Брайан Пікколі став чіп-лідером турніру з 18,4 млн фішок. До цього він успішно виступав на WSOP 2017 року, коли грав за фінальним столом у Лас-Вегасі, посівши шосте місце.